# Mio fratello è figlio unico (álbum)
Mio fratello è figlio unico es el segundo álbum de estudio del cantautor italiano Rino Gaetano, lanzado en 1976 a través de It.
El álbum está presente en la posición número 14 en el ranking de los 100 álbumes italianos más bellos de todos los tiempos según Rolling Stone Italia.

## Lista de canciones
Lado A

Todas las canciones escritas y compuestas por Rino Gaetano. 
| N.º | Título                        | Duración |  |
| 1.  | «Mio fratello è figlio unico» | 3:16     |  |
| 2.  | «Sfiorivano le viole»         | 4:58     |  |
| 3.  | «Glu glu»                     | 2:34     |  |
| 4.  | «Cogli la mia rosa d'amore»   | 4:02     |  |

Lado B
| N.º | Título                                                                                    | Duración |  |
| 5.  | «Berta filava»                                                                            | 3:40     |  |
| 6.  | «Rosita»                                                                                  | 3:51     |  |
| 7.  | «Al compleanno della zia Rosina»                                                          | 3:51     |  |
| 8.  | «La zappa... il tridente il rastrello la forca l'aratro il falcetto il crivello la vanga» | 4:30     |  |

## Créditos
- Rino Gaetano - voz
- Gaio Chiocchio - sitar
- Arturo Stalteri - piano, órgano Hammond, clavecín, eminent, sintetizador
- Piero Ricci - bajo
- Massimo Buzzi - batería
- Luciano Ciccaglioni - guitarra, banjo, mandolina
- Michelangelo Piazza - trompeta
- Tony Formichella - saxofón tenor
- Rodolfo Bianchi - saxofón soprano, saxofón tenor
- Baba Yaga - coros